# 小行星3002
小行星3002（3002 Delasalle）是一颗绕太阳运转的小行星，为主小行星带小行星。该小行星于1982年3月发现。
該小行星以法國牧師、教育改革家、基督教學校修士會創辦人聖若翰·喇沙命名。

## 轨道参数
小行星3002的轨道半长轴为2.2396178 UA，离心率为0.130。